# Tricraterifrontia
Tricraterifrontia là một chi bướm đêm thuộc họ Noctuidae.